# Lisa Zeno Churgin
Lisa Rachel Zeno Churgin (nacida el 20 de enero de 1955) es una editora de cine estadounidense con más de 25 créditos cinematográficos; fue nominada al Premio Óscar al mejor montaje por la película de 1999 The Cider House Rules (dirigida por Lasse Hallström). Desde 2002, Churgin también se ha desempeñado como presidenta del Motion Picture Editors Guild. La edición de Churgin de Casa de arena y niebla (dirigida por Vadim Perelman) fue nominada al Premio Satellite a la Mejor Edición.
Churgin ha sido elegida miembro del grupo de Editores de Cine de Estados Unidos.

## Filmografía

### Películas
| Año  | Título                   | Director            | Notas                    |
| ---- | ------------------------ | ------------------- | ------------------------ |
| 1979 | The Warriors             | Walter Hill         | Editora asistente        |
| 1980 | The Long Riders          | Walter Hill         | Editora asistente        |
| 1980 | Toro salvaje             | Martin Scorsese     | Editora asistente        |
| 1981 | Southern Comfort         | Walter Hill         | Editora asistente        |
| 1981 | Ragtime                  | Miloš Forman        | Editora asistente        |
| 1984 | Solo                     | Lyman Dayton        |                          |
| 1985 | Máscara                  | Peter Bogdanovich   | Editora asistente        |
| 1985 | Spies Like Us            | John Landis         | Editora asistente        |
| 1986 | ¡Tres Amigos!            | John Landis         | Primera eitora asistente |
| 1988 | Vibes                    | Ken Kwapis          | Primera eitora asistente |
| 1988 | The Accidental Tourist   | Lawrence Kasdan     | Primera eitora asistente |
| 1990 | Love at Large            | Alan Rudolph        |                          |
| 1991 | Tierra de armarios       | Radha Bharadwaj     |                          |
| 1991 | Samantha                 | Stephen La Rocque   |                          |
| 1992 | Bob Roberts              | Tim Robbins         |                          |
| 1993 | The Wrong Man            | Jim McBride         |                          |
| 1994 | Reality Bites            | Ben Stiller         |                          |
| 1995 | Unstrung Heroes          | Diane Keaton        |                          |
| 1995 | Dead Man Walking         | Tim Robbins         |                          |
| 1997 | Gattaca                  | Andrew Niccol       |                          |
| 1999 | 200 Cigarettes           | Risa Bramon Garcia  |                          |
| 1999 | The Cider House Rules    | Lasse Hallström     |                          |
| 2001 | The Wedding Planner      | Adam Shankman       |                          |
| 2002 | Moonlight Mile           | Brad Silberling     |                          |
| 2002 | Waking Up in Reno        | Jordan Brady        |                          |
| 2003 | Casa de arena y niebla   | Vadim Perelman      |                          |
| 2005 | Mozart and the Whale     | Petter Næss         | Con Miklos Wright        |
| 2005 | En sus zapatos           | Curtis Hanson       | Con Craig Kitson         |
| 2005 | Embedded                 | Tim Robbins         |                          |
| 2006 | The Last Kiss            | Tony Goldwyn        |                          |
| 2008 | Henry Poole Is Here      | Mark Pellington     |                          |
| 2008 | Pride and Glory          | Gavin O'Connor      | Con John Gilroy          |
| 2009 | Tenderness               | John Polson         | Con Andrew Marcus        |
| 2009 | The Ugly Truth           | Robert Luketic      |                          |
| 2011 | Priest                   | Scott Stewart       |                          |
| 2012 | One for the Money        | Julie Anne Robinson |                          |
| 2012 | Pitch Perfect            | Jason Moore         |                          |
| 2015 | Barely Lethal            | Kyle Newman         |                          |
| 2016 | Pete's Dragon            | David Lowery        |                          |
| 2018 | The Old Man & the Gun    | David Lowery        |                          |
| 2020 | An American Pickle       | Brandon Trost       |                          |
| 2020 | Through the Glass Darkly | Lauren Fash         | Con Adriaan van Zyl      |
| 2024 | Daddio                   | Christy Hall        |                          |

### Televisión
| Año  | Título                 | Estudio | Episodios | Notas     |
| ---- | ---------------------- | ------- | --- | --------- |
| 1998 | De la Tierra a la Luna | HBO     | Temporada 1 E02 "Apollo One" E11 "The Original Wives Club"                                                     | Miniserie |
| 2013 | Trophy Wife            | ABC     | Temporada 1 E01 "Pilot"                                                                                        |           |
| 2015 | Grace and Frankie      | Netflix | Temporada 1 E01 "The End" E04 "The Funeral" E07 "The Spelling Bee" E10 "The Elevator" E12 "The Bachelor Party" |           |

## Premios y distinciones
Premios Óscar
| Año  | Categoría     | Película              | Resultado |
| ---- | ------------- | --------------------- | --------- |
| 2000 | Mejor montaje | The Cider House Rules | Nominada  |